# Magyar Kálvária
A Magyar Kálvária egy történelmi emlékhely Sátoraljaújhelyen, a Trianonban kettévágott város fölött, a Szár-hegyen kialakítva. A Magyar Kálvária a magyarok történelmének egyik meghatározó eseményére, a trianoni békeszerződésre emlékszik, illetve az akkor elcsatolt országrészek és városok előtt tiszteleg.
A Magyar Kálvária nemzeti érték, a Sátoraljaújhelyi Települési Értéktárban is szerepel.

## A Magyar Kálvária története
A trianoni béke által határszéli kisvárossá tett Sátoraljaújhelyen a korszak revíziós politikai légköre társadalmi összefogást indított el, melynek köszönhetően közadakozásból készült el a Szár-hegyen az országban egyedülálló kezdeményezés, a Magyar Kálvária. Az emlékmű előzményeként a hegyen avatták fel 1934. július 1-jén a 100. Országzászlót, mely egy hatalmas kőgúlán állva messziről hirdette, hogy újból egységes lesz egyszer az ország. Az eredeti tervek néminemű változtatásával végül 1936. október 4-én, több ezer látogató jelenlétében avatták fel az emlékművet, országos ünnepség keretében.
A Magyar Kálvária a Szár-hegy (345 m) tetején lévő platón elhelyezkedő Országzászlóhoz vezető, durva kőburkolatú úton közelíthető meg. Az emlékhelyre egy terméskőből épített díszkapun keresztül lehet belépni, innen a hegytetőre vezető gyalogút mentén 14 bástyaszerű építmény, a 14 "stáció" a rajta elhelyezett emléktáblákkal emlékeztet a szétdarabolt, megcsonkított Szent István-i Magyarország Jézus Krisztus szenvedéstörténetének analógiájával. A Szent István-kápolna 1938-ban készült el, teljessé téve a mementót.
A stációk a második világháború során jelentős károkat szenvedtek, majd teljes pusztulásnak indultak. Természetesen a kommunista rezsim a Kálváriát és a kápolnát nacionalistának bélyegezte, és aktívan közreműködött pusztulásában. 1989-ben a helyi városvédő egyesület kezdeményezésére elkezdték a megrongálódott emlékmű helyreállítását ismét csak társadalmi összefogásban. A Magyar Kálvária újraavatására 1990. augusztus 19-én került sor. A Szár-hegyre vezető kabinos felvonó építésekor a Szent István-kápolna és az Országzászló felújítása is elkezdődött.
A trianoni döntés 100. évfordulójára, a Patrónus Alapítvány szervezésében, közadakozásból valósult meg a Magyar Kálvária kapuzata és 1. stációja között, egy kilátóterasszal együtt a keletre (Kárpátalja felé) tájolt centenáriumi Turul-emlékmű, Matl Péter kárpátaljai szobrászművész alkotása. Az emlékmű felavatását a nemzeti összetartozás éve országos emlékünnepsége keretében Orbán Viktor miniszterelnök részvételével rendezték meg.

## A Magyar Kálvária stációi
0. A Magyar Kálvária kapuzata
1. Kassa
2. Lőcse, Késmárk, Igló-Podolin
3. Krasznahorka, Besztercebánya-Körmöcbánya-Selmecbánya-Nyitra, Trencsén
4. Komárom
5. Pozsony
6. Csíkszereda-Sepsiszentgyörgy-Székelyudvarhely, Kismarton-Csáktornya
7. Fiume
8. Temesvár, Szabadka-Zenta, Orsova-Vajdahunyad
9. Arad
10. Brassó, Nagyenyed, Segesvár
11. Gyulafehérvár-Marosvásárhely
12. Kolozsvár
13. Nagyvárad, Szatmárnémeti, Máramarossziget
14. Ungvár, Munkács, Eperjes
Az emlékhely és a hegytető közelében található a Zemplén Kalandpark részét képező "Sólyom" átcsúszópálya és "Dongó" kabinos kötélpálya állomása, amelyekkel szintén megközelíthető a Magyar Kálvária végpontján található 100. Országzászló és a Szent István kápolna, valamint a csodálatos panorámát kínáló pihenőpark.

## Korabeli beszámolók az avatásról

### Pesti Hírlap
A két évvel ezelőtt Sátoraljaújhelyen, a Szárhegy magaslatán emelt századik Országzászló jelentőségének kiemelésére fogant az a kegyeletes elhatározás, hogy a magasba törő úton felállítsák a Magyar Kálváriát. A Szepesi Szövetség helyi körének, a város vezetőségének és sok más hazafias testületnek áldozatkészségéből két év alatt valóra vált a kegyeletes gondolat és a Kálvária tizennégy stációját, a város által emelt díszes emlékkapuval vasárnap országos ünnepség keretében avatta fel az Ereklyés Országzászló Nagybizottsága.  
Már az előző napon a hazai és külföldi közönség nagy tömegei érkeztek a városba, valamint számosan közéleti előkelőségeink közül. Harangzúgással, ünnepi istentiszteletekkel vette kezdetét a vasárnapi avatóünnepség, melyen zászlóival az élen, a Kálvária bejárata elé érkező sokezer főnyi közönséget először Krisch Jenő üdvözölte a szepesiek nevében. Majd fent az Országzászlónál Szepesi Bódog kegyesrendi tanár intézett beszédet a közönséghez. Ezután Urmánczy Nándor mondotta el mindvégig lelkesedéssel hallgatott avatóbeszédét.  
– Lelkem csordultig a magyar fájdalommal – mondotta – és a kálváriát járó magyarok szeretetével. Ez a kőbe faragott gyönyörű gondolat még lüktetőbbé teszi a fájdalmat. A kálvária végigvezet Nagy-Magyarországon, Kassáról indul el. Végigvezet a Szepességen, az ősi bányavárosokon, Komáromig, Pozsonyig. Itt délre fordul és Kismartonon, Csáktornyán keresztül Fiuméig vezet. Majd a Délvidék városai után Erdélybe visz s onnan visszatér a Felvidék keleti részére. Csupa drága hely, Szent István birodalmának kétharmad része. Rajta dühöng a szabadjára engedett erőszak és pusztít minden értéket, ami magyar. A Kálvária feltárja előttünk a magyar nemzet nagy Golgotháját.  
Ezután dr. Orbán Kálmán polgármester vette át a Kálváriát, majd dr. Javornitzky Jenő, az EONB társelnöke, Schuszter János postaigazgató beszéltek. A dalkörök hazafias számai után oszlott szét a közönség az ünnepség színhelyéről, majd érdeklődéssel tekintették meg a kiegészítésképpen rendezett bokréta- és szüreti kiállítást.

### Városok Lapja
Verőfényes őszi vasárnap virradt az újhelyiek ünnepére. Mintha az időjárás is ki akarta volna venni részét a Trianon által oly súlyosan sújtott magyar város e szép napjából. Már a kora reggeli órában száz számra érkeztek autókon, kocsikon, szekereken a szomszédos községek lakói és a reggel 9 órakor kezdődő Pro Patria istentiszteletek után sűrű csoportok özönlöttek a filléres ünnepi vonatok sokezernyi utasának fogadására. A Kálvária, magyar és helyi címerekkel ékes kapubejárata előtt frontharcos díszőrség állott. Krisch Jenő, a Szepesi Szövetség elnöke mondott itt magas szárnyalású beszédet, majd üdvözölte Szepesi Bódog kegyesrendi tanárt, a Kálvária tervezőjét. Hálával köszöntötte dr. Orbán Kálmán polgármestert, aki a szepesiek munkáját áldozatkész megértéssel felkarolta. A vártoronyszerűen épített állomások a Kálváriák, elszakított városok és vármegyék idetartozandóságát hirdetik. Az első állomás Kassa és Abaúj megye (...), az utolsón Ung, Bereg, Sáros megyék címerei, Ungvár, Munkács, Eperjes táblái hozták hitünkbe minden tőlünk elrabolt kincsünket, egyelőre csak jelképesen, de erős reménységet keltve, valóságos visszatérésükbe is. A Kálvária avatáson Urmánczy Nándor mondott avató beszédet. Felemelő szavai után dr. Orbán Kálmán, Sátoraljaújhely város polgármestere lelkes és megható szavakkal vette át az emlékművet, fogadalmat téve, hogy úgy ő, mint a város polgársága minden időkben gondozni és megbecsülni fogják azt. Utána a TESz és Felvidéki Egyesületek Szövetsége részéről dr. Javorniczky Jenő beszélt, Schuster János a postások nevében üdvözölte a magyar Kálvária apostolait.